# ジラジカル
有機化学におけるジラジカル（diradical）は、2つの電子が2つの縮退した分子軌道を占有している分子種である。これらは高い反応性と短い寿命を持つことで知られている。より広い定義では、ジラジカルは原子価の標準規則によって許される数よりも1つ少ない結合を持つ偶数電子分子である。2つの電子のスピンが反平行とすると、分子は一重項状態にあると言われる。電子のスピンが平行とすると、三重項状態となる。似たラジカルは1つの不対電子しかもたない。「一重項」および「三重項」という用語は電子スピン共鳴におけるジラジカルの多重度から来ている。一重項ジラジカルは1つの状態（S=0, Ms=2*0+1=1, ms=0）しか持たず、EPRにおいてシグナルを示さないのに対して、三重項ジラジカルは3つの状態（S=1, Ms=2*1+1=3, ms=-1;0;1）を持ち、EPRにおいて2つのピークを示す（超微細分裂がない場合）。
三重項状態はスピン量子数S = 1を持ち、常磁性である。一重項状態はS = 0であり、反磁性である。それぞれの状態の縮退はフントの規則: 2S + 1で見ることができる。
分子では、自由電子は1つの原子あるいは複数の異なる原子上に位置できる。分子は異なるエネルギーの一重項状態あるいは三重項状態を持つことができ、2つの状態は項間交差と呼ばれる過程によって相互変換できる。燐光はこの原理に基づく。
ジラジカルの性質を持つ分子は一重項酸素および三重項酸素である。その他の重要なジラジカルにはカルベンとニトレンがある。あまり知られていないジラジカルとしてはニトレニウムイオンといわゆる非ケクレ分子がある。